# Grupa warowna „Friesen”
Grupa warowna „Friesen” – jedna z 13 niemieckich grup warownych umocnień Łuku Odry-Warty (Oder-Warthe Bogen, Międzyrzeckiego Rejonu Umocnionego). Grupa składa się z Pz. W. 783 oraz szeregu fortyfikacji polowych. Pz. W. 783 jest skomunikowany podziemnymi chodnikami z pozostałymi obiektami MRU, dodatkowo pod ziemią rozciąga się system tuneli prowadzących do niezbudowanych Pz. W. o najwyższej odporności tzw. A-Werków. Panzerwerk 783 jest dwukondygnacyjnym schronem bojowym zbudowanym w 1938 roku, który miał pełnić funkcję bloku wejściowego dla planowanego w pobliżu A-Werku nr 3.